# Hoplopheromerus armatipes
Hoplopheromerus armatipes är en tvåvingeart som först beskrevs av Macquart 1855.  Hoplopheromerus armatipes ingår i släktet Hoplopheromerus och familjen rovflugor. Inga underarter finns listade i Catalogue of Life.